# Халитоза
Халитоза или непријатан задах из уста је стање које узрокују бројни фактори: храна, пушење, каријес зуба, обољења десни, сувоћа уста, обољења синуса и дисајних путева, дијабетес, леукозе, неодговарајућа орална хигијена, употреба појединих лекова и др. Као противмера саветује се прање зуба, коришћење зубног конца или течности за испирање уста итд.

## Клиничка слика
Знакови халитозе могу бити беле наслаге на језику, округле наслаге на непчаним крајницима, сува уста, густа пљувачка, печење језика, кисео, горак или металан укус у устима, а пре свега осећај непријатног задаха који углавном региструју други људи.

## Етиопатогенеза
Поједине материје из хране (попут белог лука) се након апсорпције из дигестивног тракта, путем крви преносе до плућа и затим се кроз уста и нос избацују у спољашњу средину. Тек када се унета материја у потпуности изгуби из крви, нестаје и задах из уста. Као последица неадекватног одржавања оралне хигијене делићи хране остају на зубима, деснима и језику, па се стварају велике количине бактерија које својим труљењем и врењем могу проузроковати веома непријатан задах. Један од знакова обољења десни је константна халитоза или непријатан укус у устима, а узрочник је углавном плак (лепљива безбојна материја препуна бактерија која се константно ствара на зубима). Бактерије продукују отрове који иритирају и оштећују десни, а у поодмаклој фази болести оштећење се са десни преноси и на кост вилице па зуби губе своју потпору и започиње њихов губитак. Непријатан задах може настати и због сувих уста (ксеростомије), која се јавља због недовољне количине пљувачке. Сува уста могу бити последица употребе различитих лекова, обољења пљувачних жлезда или сталног дисања на уста. Халитоза настаје и због инфекције дисајних путева (носа, душника и плућа), хроничне упале синуса, хроничног бронхитиса, шећерне болести, стомачних поремећаја, обољења јетре или бубрега.

## Дијагноза
За постављање дијагнозе и одређивање тачног узрочника непријатног задаха неопходан је преглед у стоматолошкој ординацији. У ту сврху може да се користи и халиметар (сулфидни монитор), који аспирира ваздух из усне дупље и анализира концентрацију водоник сулфида и метил меркаптана.

## Лечење
Стоматолози препоручују избегавање хране која узрокује непријатан задах, прање зуба после сваког оброка, прање језика јер се на њему задржава много остатака хране, конац за чишћење зуба, течност за испирање уста, а код употребе протеза се саветује прање после сваког оброка. Стоматолог може да препише и употребу вештачке пљувачке, да предложи употребу бомбона без шећера које ће повећати лучење пљувачке или уношење веће количине течности.
Као веома ефикасно средство против халитозе се помиње и екстракт коре дрвета магнолије.